# Бирнстан
Бирнстан (Бёрнстан; англ. Byrnstan, Beornstan; умер 1 ноября 934) — епископ Уинчестерский (931—934); исповедник (день памяти — 4 ноября).

## Биография
Святой Бирнстан, согласно Уильяму из Малмсбери, стал епископом Уинчестерским после святого Фритестана (память 10 сентября) в 931 году. Ученик святого Гримбальда (память 8 июля) был известен особым пением псалмов об усопших.
Днём он омывал ноги бедным, которым прислуживал за столом, и делал другие благие дела. Его почитание было призабыто до времён Этельвольда Уинчестерского (память 1 августа), когда тому было видение святого Бирнстана во славе на небесах, равно как и более известных святых Бирина (память 3 декабря) и Свитуна (память 15 июля).